# Næstved

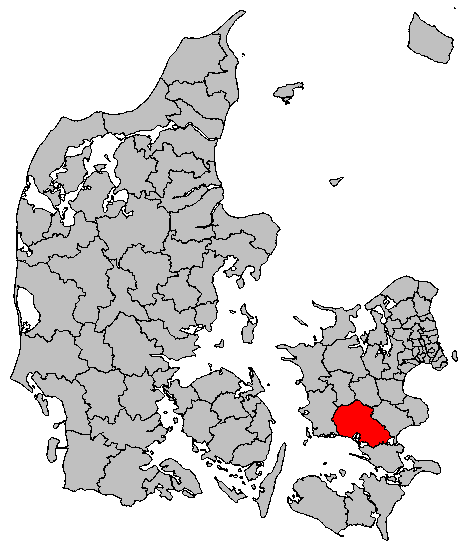
Vị trí thành phố Næstved trên bản đồ Đan Mạch

Næstved là thành phố Đan Mạch, nằm ở miền nam đảo Zealand. Næstved có 41.810 cư dân (2008) , là thành phố lớn thứ 12 ở Đan Mạch. Næstved cũng là thành phố trụ sở của Thị xã Næstved với dân số 80.732 người (2008) . 
Năm 2006, Næstved được bầu là thành phố thương mại tốt thứ 3 ở Đan Mạch.

## Lịch sử
Tên thành phố gồm 2 phần: næs (mũi đất) và tved (việc cắt đứt). Næstved được chính thức thành lập từ năm 1135 và được cấp đặc quyền thương trấn năm 1140. Đầu thế kỷ 12, khi một số tu sĩ mua đất của vua ở Næstved, lúc đó chỉ có vài ngôi nhà bên sông Suså. Các tu sĩ khuyên dân đừng thải phân người và gia súc xuống sông, mà nên đem đổ trên đồi, nhắm để trồng cây cho tốt, do đó thành phố phát triển về phía các đồi.
Thời trung cổ, thành phố là trung tâm tôn giáo của Đan Mạch vì có nhiều tu viện của các dòng tu như dòng Phanxicô, dòng Đa-Minh, dòng Benedictin vv...Các tu sĩ dòng Benedictin lập ra tu viện Skovkloster, sau này trở thành Trường nội trú Herlufsholm. Thời trung cổ Næstved cũng là thành phố quan trọng của đảo Zealand vì có buôn bán với các thành phố Đức bên bờ Biển Baltic. Nhà thờ thánh Morten được xây ở Riddergade trong thế kỷ 13. Năm 1250 một ngôi nhà thờ cũ khác được phá đi và xây lại thành nhà thờ thánh Phêrô và quảng trường bên nhà thờ này mang tên Quảng trường nhà thờ thánh Phêrô (Skt. Peders Kirkeplads). Năm 1259 có xung đột tôn giáo trong nước và sau đó xảy ra chiến trận gần Næstved giữa quân đội của hoàng thân Jarimar af Rügen với dân chúng do hoàng hậu Margrethe Sprænghest lãnh đạo. Người ta cho rằng có khoảng 10.000 nông dân đảo Zealand đã mất mạng trong cuộc chiến này. Năm 1271, 1280 và 1297 thành phố bị các trận hỏa hoạn tàn phá.
Trong ngày kính thánh Gereon năm 1298 tại Næstved, phái viên của giáo hoàng, khâm sứ Isarnus đọc lệnh phạt vạ tuyệt thông đối với vua Erik Menved của Đan Mạch. Từ đó khu vực này trở nên bất an.

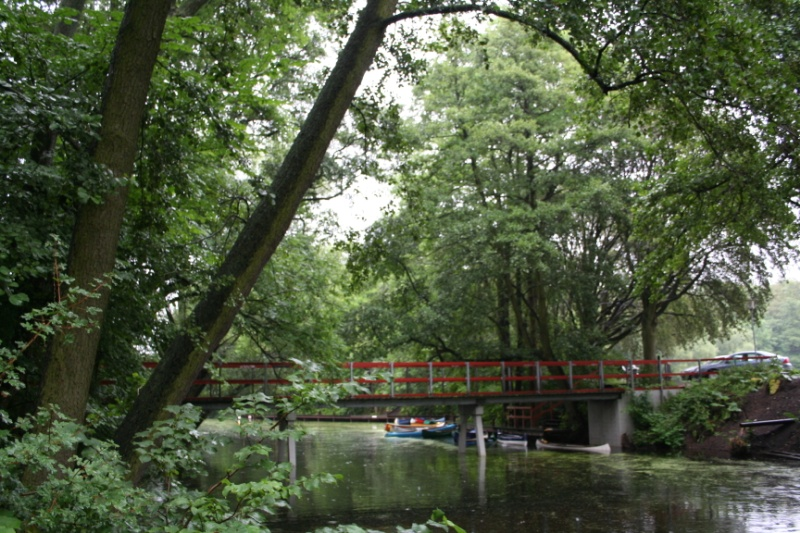
Cầu qua sông Suså

Trong thế kỷ 14, thành phố hầu như bị quân thù bao vây. Đại bản doanh của họ ở Husvolden phía nam thành phố. Năm 1345 quân của vua Valdemar Atterdag đã phá tan đám quân này. Sau đó thành phố phục hồi mau, nhờ việc buôn bán với các thành phố Bắc Đức. Tòa thị chính cũ được xây trong thế kỷ 14 và ngôi nhà Chúa thánh thần (Helligåndshuset) được xây khoảng năm 1400 dùng làm bệnh viện và cư xá cho người nghèo. Ngày nay nhà đó là Nhà bảo tàng Næstved. Năm 1405 lâu đài Gavnø được nữ hoàng Margrete I cho xây trên hòn đảo ở tây nam thành phố, lúc đầu là tu viện, tới năm 1755 được xây thành lâu đài.
Giữa thế kỷ 17, xảy ra 2 cuộc chiến tranh với Thụy Điển, thành phố ngưng phát triển và dân số giảm bớt. Năm 1769 thành phố chỉ có khoảng 1.300 cư dân. Năm 1799 xây Det Gamle Ridehus (Nhà cưỡi ngựa cũ) cùng với 1 loạt nhà doanh trại của kỵ binh cũ ở Grønnegade. Doanh trại này tồn tại gần 100 năm, sau đó bị phá. Ngày nay chỗ đó là Nhà văn hóa Næstved. Năm 1825 người ta bắt đầu xây nhà máy thổi thủy tinh (bằng miệng) Holmegaards Glasværk ở phía bắc thành phố. Nhà máy này nổi tiếng khắp thế giới về nghệ thuật thủy tinh. 

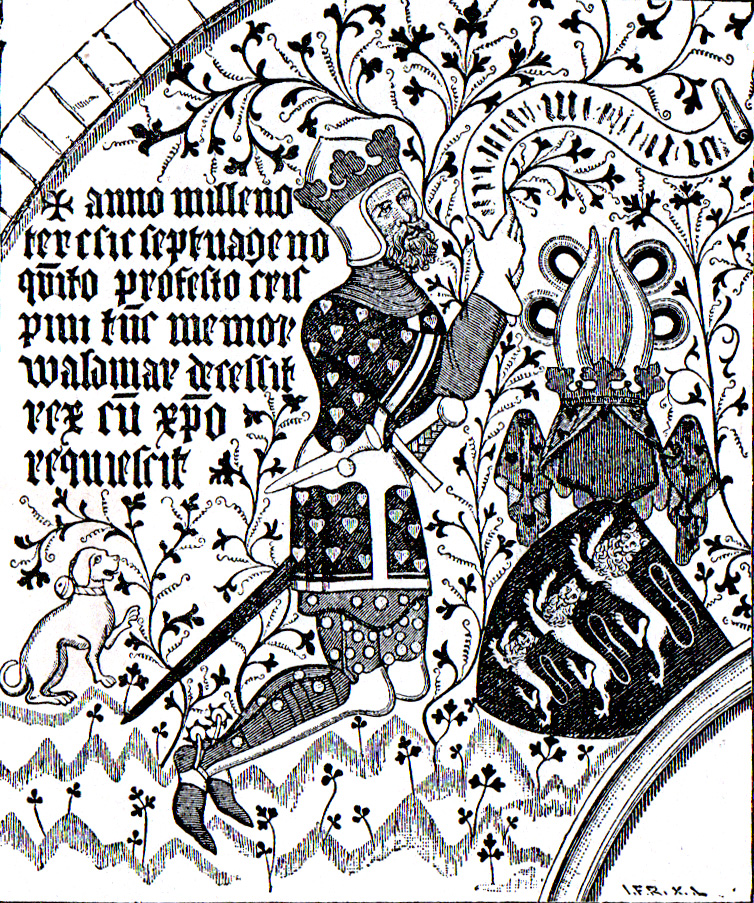
Hình vua Valdemar IV (Valdemar Atterdag) trong 1 tranh fresco trên tường Nhà thờ thánh Phêrô ở Næstved

Từ năm 1870 Næstved bắt đầu phát triển khi có tuyến đường sắt từ Vordingborg tới Køge ngang qua thành phố. Nhà ga xe lửa được xây cùng năm và 1 loạt nhà máy công nghiệp mọc lên, trong đó có nhà máy giấy Maglemølle Papirfabrik. Năm 1924 có tuyến đường sắt nối với Slagelse, Ringsted, Præstø, và năm 1930 người ta đào 1 kênh tàu thủy từ thành phố tới Vịnh hẹp Karrebæk dẫn tới việc xây Cảng Næstved 8 năm sau (năm 1938). Thập niên 1960 nhiều nhà cũ được phá đi và xây lại nhà mới, trong đó có Bệnh viện trung tâm Næstved, gồm 14 tầng được xây bằng bê tông cốt thép từ năm 1967.
Trung tâm buôn bán Næstved Storcenter ở phía bắc thành phố được khai trương năm 1989 và sau đó được mở rộng, chứa khoảng 50-60 tiệm và siêu thị lớn Bilka. Năm 1992 công viên giải trí lớn Bon Bon-Land được khai trương ở phía đông thành phố, cách chừng 7 km.
Trước đây, Næstved là nơi đồn trú của trung đoàn ngự lâm quân Đan Mạch, nhưng từ năm 2003, trung đoàn này đã dời về Slagelse.

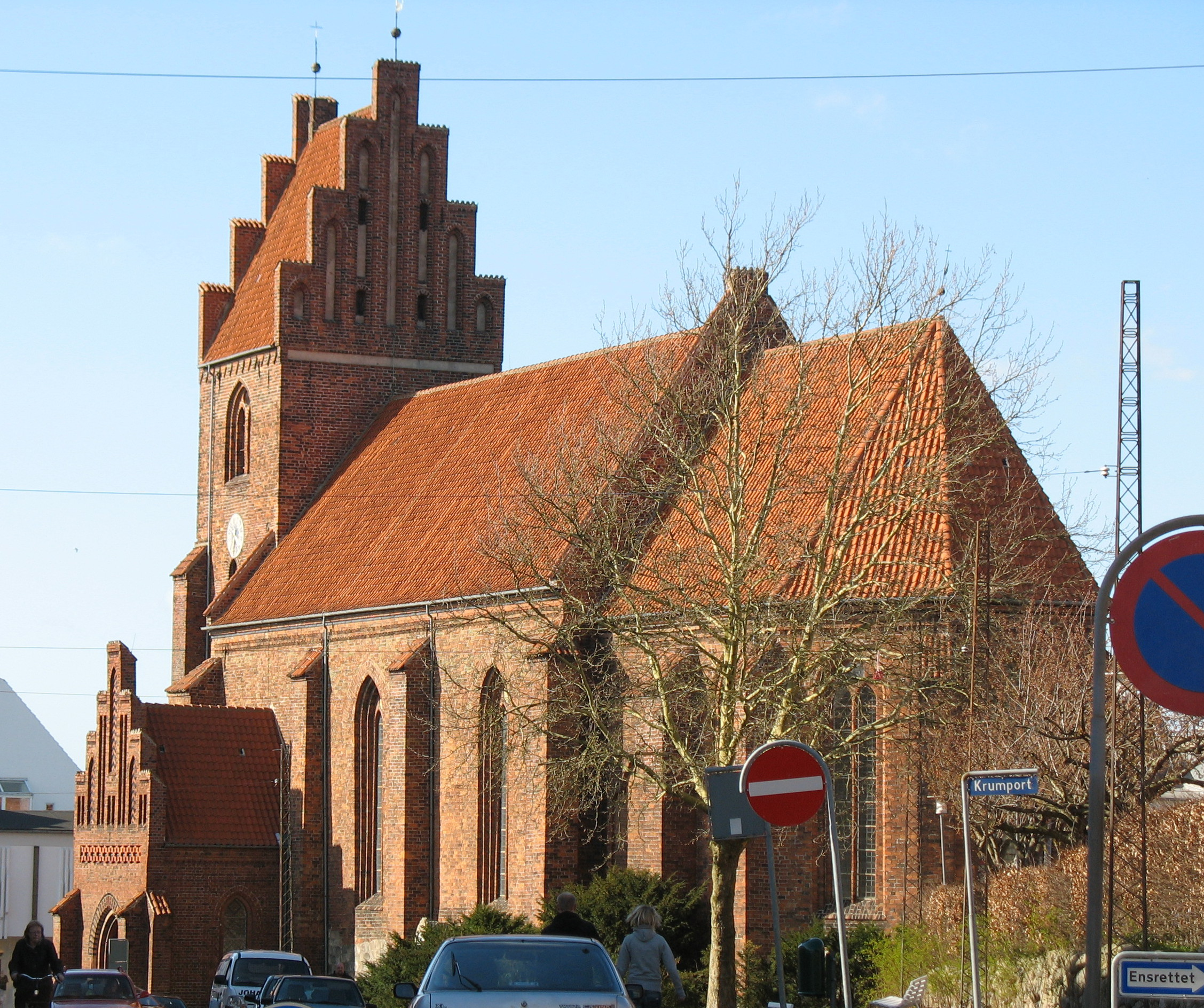
Nhà thờ thánh Morten ở Næstved

## Các câu lạc bộ thể dục thể thao
- Herlufsholm Gymnastikforening Hội thể dục thể thao Herlufsholm
- Næstved Bicycle Club,Câu lạc bộ xe đạp
- Næstved Boldklub, Câu lạc bộ chơi bóng
- Næstved Fægte Klub, Câu lạc bộ đấu kiếm
- Næstved Idræts Forening, Hội thể dục thể thao Næstved
- Næstved Kajak- og Canoklub, Câu lạc bộ canoe
- Næstved Roklub, Câu lạc bộ chèo thuyền
- Næstved Sejlklub, Câu lạc bộ thuyền buồm
- Næstved Vikings, Câu lạc bộ bóng đá Mỹ
- Næstved Basketball, Câu lạc bộ bóng rổ
- HG Floorball, Câu lạc bộ floorball

## Các nơi hấp dẫn du khách
- Gavnø Slot, với bãi trưng bày xe hơi
- Herlufsholm kostskole, trường nội trú lâu đời và danh tiếng nhất Đan Mạch
- Suså, sông chảy qua Næstved.
- Akseltorv, quảng trường lộ thiên với nhiều cửa tiệm.
- Kvægtorvet, quảng trường lộ thiên, gần Trung tâm văn hóa.
- BonBon-Land, công viên giải trí lớn

## Thành phố kết nghĩa
- Gjøvik - Na Uy
- Gävle - Thụy Điển
- Rauma - Phần Lan
- Bessastadahreppur - Iceland